# Eschatoceras dorsatus
Eschatoceras dorsatus är en insektsart som beskrevs av Ludwig Redtenbacher 1891. Eschatoceras dorsatus ingår i släktet Eschatoceras och familjen vårtbitare. Inga underarter finns listade i Catalogue of Life.